# Bakerella clavata
Bakerella clavata är en tvåhjärtbladig växtart. Bakerella clavata ingår i släktet Bakerella och familjen Loranthaceae.

## Underarter
Arten delas in i följande underarter:
- B. c. clavata
- B. c. sechellensis
- B. c. aldabrensis
- B. c. amplifolia
- B. c. baroni
- B. c. elongalata
- B. c. lenticellata
- B. c. peralatus
- B. c. tsaratanensis